# Scottie Reynolds
Scott Michael "Scottie" Reynolds  (nacido el 10 de octubre de 1987 en Huntsville, Alabama) es un jugador de baloncesto estadounidense, cuya mayor parte de carrera profesional se ha desarrollado en distintos clubes de Europa. Actualmente se encuentra sin equipo. 

## Carrera
Reynolds está formado en la Universidad de Villanova y en 2010 hizo historia al ser el primer jugador AP All-American en no ser elegido en un draft desde 1976. Fichó por los Suns para jugar la liga de verano pero finalmente emigró a Europa donde firmó con Prima Veroli pero su corazón estaba en los Estados Unidos por lo que volvió a cruzar el charco y se enroló en las filas de Springfield Armor.
En verano de 2011 hizo las maletas a Filipinas y jugó unos meses en Talk´N Text. Terminando el año parecía que por fin iba a cumplir su sueño de jugar en la NBA cuando los Jazz le hicieron un contrato pero un mes después volvía a coger la mochila  y se marchaba a Turquía donde Antalya BSB apostó por él. Allí rindió a un nivel sobresaliente y promedió 18.3 puntos, 2.2 rebotes y 4.4 asistencias en 32 minutos por partido.
Esos números llamaron la atención de Enel Brindisi que firmó al jugador y realizó una gran temporada.
Más tarde, jugaría en la República Checa, Rusia, Israel y Turquía.
En 2015, abandonó Besiktas para volver al Enel Brindisi, al que abandonó en 2016 para volver a Israel, para firmar por el Hapoel Holon.
En diciembre de 2020, regresa al Cibona Zagreb de la ABA Liga, tras jugar la temporada anterior en Francia en las filas del SIG Strasbourg.
En la temporada 2021-22, firma por el Champagne Châlons-Reims de la Pro A francesa.
En la temporada 2022-23, firma por el Stal Ostrów Wielkopolski de la Polska Liga Koszykówki. El 19 de enero de 2023 firmó con el Mitteldeutscher BC de la Basketball Bundesliga.